# Neoserica rugosa
Neoserica rugosa är en skalbaggsart som beskrevs av Brenske 1898. Neoserica rugosa ingår i släktet Neoserica och familjen Melolonthidae. Inga underarter finns listade i Catalogue of Life.